# 山名元
山名 元（やまな はじむ、1953年9月11日 - ）は、日本の化学者・工学者。原子力損害賠償・廃炉等支援機構理事長、京都大学名誉教授。元京都大学原子炉実験所（現：京都大学複合原子力科学研究所）教授。専門はアクチノイド化学、核燃料サイクル工学。

## 略歴
- 1953年9月 - 京都市に生まれる。
- 1972年3月 - 洛星高等学校卒業
- 1976年3月 - 東北大学工学部原子核工学科卒業
- 1978年3月 - 東北大学大学院工学研究科博士前期課程原子核工学専攻修了
- 1981年
  - 3月 - 東北大学大学院工学研究科博士後期課程原子核工学専攻修了。工学博士。
  - 4月 - 動力炉・核燃料開発事業団（現日本原子力研究開発機構）入社。
- 1996年4月 - 京都大学原子炉実験所（現京都大学複合原子力科学研究所）助教授[1]
- 2002年5月 - 京都大学原子炉実験所教授
- 2013年8月 - 国際廃炉研究開発機構理事長[2]
- 2014年8月 - 原子力損害賠償・廃炉等支援機構副理事長
- 2015年9月 - 原子力損害賠償・廃炉等支援機構理事長[3]

## 人物

### 動燃事業団[4]
- 1981年から、動力炉・核燃料開発事業団（動燃）東海再処理工場化学処理第一課において試薬調整工程、溶解清澄工程、溶媒抽出工程などの工程管理、最終的には溶解清澄工程の係長として従事。1985年から１年半の間米国オークリッジ国立研究所に派遣される。

- 1991年まで東海再処理工場に所属したのち、動力炉・核燃料開発事業団大洗工学センターへ赴任し、新しい高速炉燃料サイクルの概念を検討するプロジェクトに異動。燃料サイクル全体（核燃料の供給から放射性廃棄物の処分までの全体）を最適化する視点を基本に置いて検討を実施。この時期、「硬直的な考え方ではいずれ原子力は破綻する」との直感も感じていた、とのちに記している。大洗工学センターでこの先進リサイクルシステム開発に３年間勤めたのち、東海事業所に戻りアクチニドリサイクルグループという特設の部署のリーダーとして新しい燃料サイクル概念の構想を練る仕事を２年間継続する。最終的には組織としての革新に対する抵抗の大きさを実感することになり、動力炉・核燃料開発事業団を去る決断をするに至る。

### 京都大学[5]
- 1996年、京都大学原子炉実験所助教授として分離化学の研究に取り組む。主に溶融塩液体金属二相分配挙動の研究、液体金属中でのランタニドとアクチニドの熱力学的な安定性に関わる研究、溶融塩中でのランタニドとアクチニドの錯体配位環境の研究、水和物溶融体中でのランタニドとアクチニドの抽出特性研究に取り組む。

- 2002年、京都大学原子炉実験所教授に就任。融体中でのアクチニドやランタニド元素の溶存状態の解明に関する研究を行う。2005年ごろから政府機関の原子力政策やエネルギー政策を審議する審議会に参加。内閣府原子力委員会、内閣府原子力安全委員会、経済産業省資源エネルギー庁、文部科学省の各種審議会等委員に就任。原子力利用、原子力発電に関する政策への提言を提供し、中でも原子力政策大綱、原子力立国計画の策定に参加。

- 政府の審議会活動に参加したことに関して、2017年出版の著書「放射能と研究開発 興味から闘いへの展開」においてつぎのように記している。「日本では権威的な先生が技術や原子力の発展を指導してきた歴史があります。そして、電気事業者を筆頭とする、俗に“ムラ”と呼ばれる強固な体制が続いてきたことは今や常識です。私は、原子力発電事業には関わりの薄い動燃技術者が大学に転身しただけの人間で、ムラ体制の“血統”からはほど遠い人間です。そのような“亜流種”の私ですが、『原子力は日本にとって重要なエネルギー』、『正しい原子力であるべき』との思いから発言することが多かったのです。これが、かえって私という人間を目立たせてしまったようで、その後も、政策決定に関わる機会が増えました。私は、“原子力本家”でも“原子力原理主義者”でもないことを、是非ご理解下さい。」

- 2011年3月、東日本大震災、福島第一原子力発電所事故が発生し、状況が一変。メディア対応に駆り出され、京都大学原子炉実験所の安全対策対応に取り組む。原子力事故を起こした日本の原子力界には大いに不満を持っていたが、「原子力というエネルギー源が日本にとって必要だ」という信念を持っており、そのように発言・主張を続けた。

- 2011年10月、東日本大震災及び原子力災害発生から７か月後に森本敏（拓殖大学大学院教授、当時）、中野剛志（京都大学大学院准教授、当時）と共著で「それでも日本は原発を止められない」を出版。事故を反省し乗り越えなければならないとしつつ、当時の原子力への一連のバッシングや脱原子力の気運に異様なものを感じ、エネルギーの確保についてこのままでは日本の将来を誤るのではないかとの危機感が同書執筆の出発点であるとした。

- 2011年秋から開始された事故後処置のあり方を審議する、内閣府原子力委員会「東京電力福島第一原子力発電所における中長期措置検討専門部会」の部会長に就任。また、2014年に経済産業省が策定したエネルギー基本計画、エネルギー長期需給見通しの審議に参加。2013年8月、国際廃炉研究開発機構理事長（非常勤）就任。2014年5月、原子力損害賠償支援機構に新たに設置される廃炉部門の責任者である副理事長就任を打診される。同年8月に就任し、同機構は原子力損害賠償・廃炉等支援機構に変更。2015年9月に同機構理事長に就任。

### 原子力損害賠償・廃炉等支援機構理事長
- 執筆と総合編集に携わった3巻構成の「原子力安全基盤科学」（共著）を2017年9月に出版。自身が執筆した第一分冊第一章において、原子力に関する社会的、構造的な問題や基礎基盤研究と教育に必要な点として、原子力に関する基礎、基盤分野の研究活動やそのインフラが弱くなっていたこと、また、原子力安全に関わる基本的な課題の情報を市民に伝え社会に対する姿勢を改善する必要性、さらに、原子力技術の宿命と言える放射能が原子力利用とどういう関係にあるかについても市民に知っていただく必要、などを挙げている。[6]

## 主張
- 2014年4月11日 衆議院経済産業委員会において、福島第一原子力発電所の廃止措置に関して「技術戦略・技術判断、現場オペレーション、技術開発の三つの要素を担う主体が議論し、責任を明確にし、統一方針をつくっていく会議体が必要で、東京電力、原子力損害賠償・廃炉等支援機構、技術開発を担うセクターが会して、外国の知見なども入れながら技術戦略を練っていく会議体をまず創設すべき」旨述べた[7]。

- 2016年2月17日 衆議院予算委員会において、「事故炉の廃炉に向けた研究開発など事故の原因や影響に関する研究を福島でこそ取り組み、世代を超えた資産とすべきであると考える」旨述べた[8]。

- 2021年3月 日本機械学会の学会誌上において、「2050年カーボンニュートラルに向けて一定規模の原子力利用があり得るとするなら、1) 過去50年の原子力利用が作り出した負荷状態（放射性廃棄物、使用を終えた施設、不適切管理状態にある残置物など）に対する処置を完遂すること、2) 今後の原子力システムには徹底した自律性と終状態を明確に示せること、の二つがその基本的要件になるであろう。（中略）この視点に立つと、福島第一原発事故を原子力が持つべき持続性やEndstateを考え直す上でのスタートポイントとして捉えることが重要である。」旨述べた[9]。

- 2025年3月28日 福島民報の記事において、「廃炉の目標が厳しい現実」である旨を述べた。共同通信のインタビューに応えたもので、「2051年までの廃炉は実現するか」との問いに対して、「（原子力の調査は進んだが）楽になる情報は一つもない。厳しい現実が見えてきている。早めるすべがないわけではないが、安全が最優先だ」と答えた。ほかに、「政府や東電は廃炉の最終的な形を示していない」との問いに対して、「機構は地域との対話活動を始めている。もう少し技術的な情報や廃棄物の考え方などが出れば、それを元に将来の第一原発の姿についても住民と話し始めたい。廃炉の最終形を判断する情報としては不十分だが、議論を遅らせることは間違いなく損だ」と述べた[10]

## 原発マネー
「寄付金」の名目で山名は120万円を受け取っており、テレビでの発言の中立性に疑問の声が上がっている。

## 著書
- 間違いだらけの原子力・再処理問題（2008年5月、ワック）ISBN 978-4898315811
- それでも日本は原発をやめられない（2011年10月、産経新聞出版）ISBN 978-4819111454
- 放射能の真実―福島を第2のチェルノブイリにするな、電気新聞ブックス―エネルギー新書（2011年10月、日本電気協会新聞部）ISBN 978-4905217091
- 放射能と研究開発 興味から闘いへの展開 山名元名誉教授特別講義の記録（2017年5月、自費出版）
- 原子力安全基盤科学―1 原子力発電所事故と原子力の安全（編／著）（2017年9月、京都大学学術出版会）ISBN 978-4814001071